# Elmar Engel
Elmar Engel (* 3. Juli 1933 in Neunkirchen, Saarland; † 17. September 2001) war ein deutscher Journalist, Fotograf und Reiseschriftsteller, der seit 1960 in Köln und seit 1968 in einem Blockhaus in Labrador, Kanada, lebte.

## Leben
Elmar Engel wurde am 3. Juli 1933 in Neunkirchen an Blies geboren und absolvierte nach dem Kurzgymnasium eine kaufmännische Lehre, ehe er als Industriedolmetscher in Frankreich und im Saarland tätig wurde. Danach wurde er freiberuflicher Bildjournalist und Autor. Mit seiner Frau Brigitte (1944–2019) ging er auf Abenteuerreisen (unter anderem mit dem Kanu und dem Kajak auf Wildströmen), lebte bei Eskimos und Indianern und berichtete in weiterer Folge bei Vorträgen und in seinen Publikationen, die das Ehepaar größtenteils selbst bebilderte, darüber.

## Werke (Auswahl)
- 1971: Kanu, Kajak, Faltboot. Großer Spaß mit kleinen Booten (2. überarbeitete Auflage, 1974; 3. überarbeitete und erweiterte Auflage, 1979; 4. überarbeitete und erweiterte Auflage, 1984)
- 1971: Kanada-Story (2. durchgesehene Auflage, 1975; 3. durchgesehene Auflage, 1978)
- 1972: Die schönsten Bootsreviere zwischen Hamburg und Nordkap. Fahrtentips für kleine Boote (2. neubearbeitete und erweiterte Auflage unter dem Titel Die schönsten Bootsreviere zwischen Kattegat und Nordkap, 1982)
- 1976: Abenteuer Labrador. Robinson heute – leben, fischen und jagen in der kanadischen Wildnis
- 1976: Abenteuer-Almanach – Kanada für Einzelgänger (2. Auflage, 1980)
- 1979: Abenteuer-Almanach – Island, Grönland, Färöer (mit Karli Tiller und Jörg Trobitzsch; 2. Auflage, 1983)
- 1979: Kanadischer Abenteuer-Almanach
- 1979: Camping, Caravaning, Tracking, Abenteuer. Ein Spezialitätenkochbuch «Unter freiem Himmel» (mit Brigitte Engel; 2. Auflage unter dem Titel Brigitte und Elmar Engel’s Wildnis- und Abenteuer-Kochbuch. Unter freiem Himmel: Spezialitäten und Geschichten rund ums Lagerfeuer, 1983; 2. Auflage unter dem neuen Titel, jedoch neubearbeitete und -bebilderte Paperback-Ausgabe, 1989)
- 1980: Abenteuer-Almanach – Yukon, Alaska (mit Roland Kiemle)
- 1981: Nördlich von Nirgendwo. Abenteuer des einfachen Lebens
- 1984: Abenteuer-Almanach – Kanada für Fortgeschrittene. Von der Hudson Bay zum Pazifik
- 1985–1992: Buchreihe Hampitt Holbachs Odyssee
  - I Canada 1896
  - II Goldrausch am Yukon
  - III Hinter den blauen Bergen
- 1988–1989: Buchreihe Abenteuer und Legenden (mit Roland Kiemle)
  - I Yukon. Grandiose Natur — ungebrochene Wildheit — einst, jetzt und zum Nacherleben. Erlebt und erzählt
  - II Grand Canyon. Die tollste Schlucht der Welt — einst, jetzt und zum Nacherleben. Erlebt und erzählt
  - III Rocky Mountains. Kanadas einzigartige Bergwildnis — einst, jetzt und zum Nacherleben. Erlebt und erzählt
  - IV Tundra. Kanadas Northwest Territories — einst, jetzt und zum Nacherleben. Erlebt und erzählt
  - V Indian Sommer. Ontarios Wald- und Wasserwildnis — einst, jetzt und zum Nacherleben. Erlebt und erzählt
  - VI Geronimos Erben. Indianerland im Südwesten — einst, jetzt und zum Nacherleben. Erlebt und erzählt
- 1989: Buchreihe Kanada Klassik:
  - I Von den Rockies zur Arktis (neubearbeitete und -gestaltete Paperback-Ausgabe der Kanada-Story)
  - II Wildes, unbekanntes Labrador (neubearbeitete und -gestaltete Paperback-Ausgabe aus Teilen von Abenteuer Labrador und Nördlich von Nirgendwo)
  - III Blockhaus am Fluss der Stachelschweine (neubearbeitete und -gestaltete Paperback-Ausgabe Abenteuer Labrador)
  - IV Nördlich von Nirgendwo (neubearbeitete und -bebilderte Paperback-Ausgabe aus Teilen von Nördlich von Nirgendwo)
  - V Wildnis und Abenteuer-Kochbuch (neubearbeitete und -bebilderte Paperback-Ausgabe von Brigitte und Elmar Engel’s Wildnis- und Abenteuer-Kochbuch)
- 1992: Kanada (Edition Erde Reiseführer)
- 1993: Blackfoot, Cree, Mohawks… Zur Geschichte der Indianer im Norden Amerikas
- 1994: Geronimo und die Apachen (Biographie)
- 1995: Sitting Bull und die Sioux (Biographie)
- 1996: Tecumseh und die Shawnee (Biographie)
- 1996: Wer zuletzt lacht… Ein saarländischer Heimat-Krimi
- 1997: Die Comanchen und ihr Häuptling Quanah Parker (Biographie)
- 1998: Crazy Horse, Häuptling der Olgala-Sioux (Biographie)
- 1998: Chief Joseph, Häuptling der Nez Perce (Biographie)
- 1999: Uncas. «Der letzte Mohikaner»
- 1999: Pontiac, Häuptling der Ottawa
- 2000: Indianisch kochen (mit Brigitte Engel)
- 2000: Anahareo und Grey Owl. Ihr Leben mit dem «Satan in Hirschleder» (Biographie)
- 2001: Die Navajos

### Als Mitwirkender
- 1988: Deux fois la Sarre: la Sarre, une rivière et une ville au Canada, une rivière et un land au centre de l’Europe = Die Saar gibt’s zweimal: die Saar, ein Fluss und ein Land im Zentrum Europas, ein Fluss und eine Stadt in Kanada (zusammen mit Friedrich Hatzenbühler und Charly Lehnert; Übersetzer: Phillipe Fouché)
- 1993: Kanada: Land der Kontraste und Abenteuer (Hrsg.: Rainer Hamberger; 2. erweiterte Auflage, 1998)
- 2001: Höllenfahrt durch den Grand Canyon: Expeditionsbericht über die erste Befahrung und Erforschung des Green River und des Colorado River (Verfasser: John Wesley Powell; übersetzt und bearbeitet von Elmar Engel)